# Lista de museus de Lisboa
Esta é uma lista de museus da cidade de Lisboa:
- Arco da Rua Augusta
- Arquivo Histórico Ultramarino
- Atelier-Museu Júlio Pomar

- Berardo - Museu Art Deco

- Casa de Malhoa (Casa Museu Dr. Anastácio Gonçalves)
- Casa Fernando Pessoa

- Casa Museu Amália Rodrigues

- Casa Museu João de Deus
- Casa Museu Manuel Mendes
- Casa Museu Mestre João da Silva
- Castelo de São Jorge
- Centro Cultural Casapiano
- Centro Cultural de Belém
- Centro de Arte Moderna José de Azeredo Perdigão
- Centro Interpretativo da História do Bacalhau
- Chiado8 Arte Contemporânea
- Cordoaria Nacional
- Culturgest – Fundação Caixa Geral de Depósitos

- Estação Elevatória a Vapor dos Barbadinhos
- Estufa Fria

- Fundação José Saramago (casa dos bicos)
- Imprensa Nacional-Casa da Moeda

- Jardim Botânico
- Jardim Museu Agrícola Tropical
- Jardim Zoológico de Lisboa
- Lisboa Story Centre

- Museu Antoniano
- Museu António Medeiros e Almeida / Casa-Museu da Fundação Medeiros e Almeida
- Museu Arpad Szenes - Vieira da Silva
- Museu Arqueológico do Carmo

- Museu Benfica – Cosme Damião
- Museu Bocage

- Museu Calouste Gulbenkian
- Museu Colecção Berardo
- Museu CTT/TLP

- Museu da Academia das Ciências de Lisboa
- Museu da Água
- Museu da Biblioteca Nacional
- Museu da Carris
- Museu da Cerveja
- Museu da Cidade de Lisboa
- Museu da Electricidade (desde 2016 parte do MAAT)
- Museu da Farmácia
- Museu da Filigrana
- Museu da Guarda Nacional Republicana
- Museu da Marioneta
- Museu da Presidência da República
- Museu da Rádio
- Museu da República e Resistência
- Museu da Saúde
- Museu da Sociedade de Geografia de Lisboa
- Museu da Vida Submarina e da História Submersa

- Museu das Alfândegas
- Museu das Comunicações
- Museu das Crianças

- Museu de Arte Popular
- Museu de Cera de Lisboa (museu encerrou em 2004)
- Museu de Ciência da Universidade de Lisboa
- Museu de Design e Artes Decorativas
- Museu de Instrumentos Musicais do Conservatório Nacional
- Museu de Lisboa - Torreão Poente
- Museu de Marinha
- Museu de São Roque
- Museu de São Vicente de Fora

- Museu do Aljube - Resistência e Liberdade
- Museu do Arquivo do Teatro de S. Carlos
- Museu do Banco de Portugal (ou Museu do Dinheiro)
- Museu do Bombeiro
- Museu do Centro Científico e Cultural de Macau
- Museu do Chiado -  Museu Nacional de Arte Contemporânea
- Museu do Cinema - Cinemateca Portuguesa
- Museu do Combatente
- Museu do Design e da Moda
- Museu do Fado
- Museu do Instituto de Medicina Legal
- Museu do Instituto Geográfico e Cadastral
- Museu do Instituto Geológico e Mineiro
- Museu do Livro
- Museu do Mosteiro dos Jerónimos
- Museu do Oriente
- Museu do Palácio Nacional da Ajuda
- Museu do Regimento de Sapadores Bombeiros de Lisboa
- Museu do Teatro Romano

- Museu Efémero
- Museu-Escola de Artes Decorativas Portuguesas

- Museu Geológico

- Museu Liga dos Combatentes da Grande Guerra

- Museu Maçónico Português
- Museu Militar de Lisboa
- Museu Mineralógico e Geológico

- Museu Nacional da Música
- Museu Nacional de Arqueologia
- Museu Nacional de Arte Antiga
- Museu Nacional de Etnologia
- Museu Nacional de História Natural e da Ciência

- Museu Nacional do Azulejo
- Museu Nacional do Desporto
- Museu Nacional do Teatro e da Dança
- Museu Nacional do Traje e da Moda

- Museu Nacional dos Coches

- Museu Numismático Português

- Museu Rafael Bordalo Pinheiro

- Museu Sporting

- Museu Tauromáquico

- Núcleo Arqueológico da Rua dos Correeiros
- Núcleo Museológico da Nacional
- Núcleo Museológico do Hospital de Sto. António dos Capuchos
- Núcleo Museológico do Instituto Nacional de Medicina Legal e Ciências Forenses

- Observatório Astronómico de Lisboa
- Oceanário de Lisboa

- Padrão dos Descobrimentos (ou Centro Cultural das Descobertas)
- Palácio de Beau-Séjour
- Palácio dos Coruchéus
- Palácio dos Marqueses de Fronteira
- Panteão Nacional
- Pavilhão do Conhecimento - Centro Ciência Viva
- Planetário da Marinha (ou Calouste Gulbenkian)
- Roca Lisboa Gallery

- Tesouro da Sé de Lisboa
- Torre de Belém